# Pillow Saddle
Der Pillow Saddle ist ein Gebirgspass in Form einer Scharte in den Denton Hills an der Scott-Küste des ostantarktischen Viktorialands. Er liegt 3 km östlich des Hobbs Peak und ermöglicht den Zugang vom Blue Glacier im Norden zum südlich liegenden Hobbs-Gletscher.
Das New Zealand Antarctic Place-Names Committee benannte ihn 1980 nach der ungewöhnlichen metamorphen Kissenlava, die hier zu finden ist.